# Dai Shiyi
Dai Shiyi (4 de noviembre de 1998) es una deportista china que compite en natación sincronizada. Ganó dos medallas de oro en el Campeonato Mundial de Natación de 2025, en las pruebas equipo técnico y equipo libre.

## Palmarés internacional
| Campeonato Mundial | Campeonato Mundial  | Campeonato Mundial | Campeonato Mundial |
| Año                | Lugar               | Medalla            | Prueba             |
| ------------------ | ------------------- | ------------------ | ------------------ |
| 2025               | Singapur (Singapur) | Medalla de oro     | Equipo técnico     |
| 2025               | Singapur (Singapur) | Medalla de oro     | Equipo libre       |